# أرماندو مونيز
أرماندو مونيز (بالإنجليزية: Armando Muñíz)‏ مواليد 3 مايو 1937 في شيواوا، المكسيك، هو ملاكم محترف أمريكي سابق صنّف ضمن فئة الوزن المتوسط. سبق أن شارك في دورة الألعاب الأولمبية الصيفية سنة 1968.

## المسيرة الاحترافية
من نزالاته:
- خسر أمام شوغر راي ليونارد (1978/12/09).
- خسر أمام كارلوس بالومينو (1978/05/27).
- خسر أمام كارلوس بالومينو بالضربة الفنية القاضية (1977/01/21).
- خسر أمام خوسيه نابوليس (1975/07/12).
- خسر أمام خوسيه نابوليس بقرار فني (1975/03/30).
- خسر أمام أنخيل إيسبادا (1974/07/29).
- انتصر على أنطونيو رولدان بالضربة الفنية القاضية (1973/09/06).
- انتصر على إرني لوبيز بالضربة الفنية القاضية (1973/07/26).

## إحصائيات
خاض خلال مسيرته 59 نزالا، فاز في 44 وتعادل في 1 وخسر في 14. فاز بالضربة القاضية في 30 نزالا.

## روابط خارجية
- أرماندو مونيز على موقع بوكس ريك (الإنجليزية) (registration required)
- أرماندو مونيز على موقع أوليمبيديا (الإنجليزية)